# Eugène Bataillon
Eugène Bataillon (Annoire, 1864- Castelnau-le-Lez, 1953) fue un biólogo francés, profesor en la Universidad de Borgoña. Fue el padre del hispanista francés Marcel Bataillon.

## Trayectoria
Eugène Bataillon trabajó especialmente sobre el problema de la partenogénesis experimental. En la línea de las experiencias de Jacques Loeb (1859-1924) y de Nikolai Mikhailovich Kulagin (1860-1940), Eugène Bataillon llevó a cabo una serie de experiencias zoológicas, de modo que logró provocar una reacción en huevos no fecundados de rana logrando su desarrollo. En este sentido se le considera el creador de la partenogénesis traumática.
Por ese motivo es recordado como zoólogo de renombre, además de por ser el progenitor de Marcel Bataillon. 

## Fuente
- Jean-Louis Fischer (1995), "Eugène Bataillon (1864-1953) and traumatic parthenogenesis", Roux's Archives of Developmental Biology, 204: pp. 281-283. ISSN 0930-035X